# Effektive Masse
Die effektive Masse m* ist in der Festkörperphysik die scheinbare Masse eines Teilchens oder Quasiteilchens in einem Kristall im Rahmen einer semiklassischen Beschreibung. Ähnlich wie die reduzierte Masse erlaubt die effektive Masse die Verwendung einer vereinfachten Bewegungsgleichung.
In vielen Situationen verhalten sich Elektronen und Löcher in einem Kristall, als wären sie freie Teilchen im Vakuum, nur mit einer veränderten Masse. Diese effektive Masse wird üblicherweise angegeben in Einheiten der Elektronenmasse (me = 9,11 × 10−31 kg). Experimentelle Methoden zur Bestimmung der effektiven Masse bedienen sich u. a. der Zyklotronresonanz.
Die Grundidee ist, dass sich der Energie-Impuls-Zusammenhang (d. h. die Dispersionsrelation) eines Teilchens oder Quasiteilchens in der Nähe eines lokalen Minimums entwickeln lässt als:
{\displaystyle E=E_{0}+{\frac {1}{2m^{*}}}(p-p_{0})^{2}+{\mathcal {O}}\left((p-p_{0})^{3}\right)}
mit
- der Energie {\displaystyle E}
- der Ruheenergie {\displaystyle E_{0}}
- dem Impuls p
- den höheren Termen {\displaystyle {\mathcal {O}}}.

Der quadratische Term sieht dabei aus wie die kinetische Energie eines Teilchens der Masse m*.

## Definition und Eigenschaften

### Effektive Masse im Kristallgitter
Die effektive Masse wird analog zum zweiten Newtonschen Gesetz definiert ({\displaystyle a={\tfrac {1}{m}}\cdot F}, Beschleunigung gleich Kraft pro Masse):
Eine quantenmechanische Beschreibung des Kristall-Elektrons in einem äußeren elektrischen Feld E liefert die Bewegungsgleichung
{\displaystyle a={\frac {1}{\hbar ^{2}}}\cdot {\frac {\mathrm {d} ^{2}\varepsilon }{\mathrm {d} k^{2}}}\cdot qE},
mit
- der Beschleunigung a
- der reduzierten Planck-Konstante {\displaystyle \hbar }
- der Energie {\displaystyle \varepsilon (k)} als Funktion von k (die Dispersionsrelation)
- der Wellenzahl k der dem Elektron zugeschriebenen Bloch-Funktion (oft etwas lax als Impuls bezeichnet, da {\displaystyle p=\hbar \cdot k} der Quasiimpuls des Teilchens ist)
- der Ladung q des Elektrons.

Ein freies Elektron im Vakuum hingegen würde folgende Beschleunigung erfahren:
{\displaystyle a={\frac {1}{m_{\mathrm {e} }}}\cdot qE}
Somit beträgt die effektive Masse m* des Elektrons im Kristall
{\displaystyle \Rightarrow m^{*}=\hbar ^{2}\cdot \left[{\frac {\mathrm {d} ^{2}\varepsilon }{\mathrm {d} k^{2}}}\right]^{-1}}.
Für ein freies Teilchen ist die Dispersionsrelation quadratisch, und somit wäre die effektive Masse dann konstant (und gleich der tatsächlichen Elektronenmasse).
In einem Kristall dagegen ist die Situation komplexer: Die Dispersionsrelation ist im Allgemeinen nicht quadratisch, was zu einer geschwindigkeitsabhängigen effektiven Masse führt, s. a. bei der Bandstruktur. Das Konzept der effektiven Masse ist deshalb am nützlichsten im Bereich von Minima oder Maxima der Dispersionsrelation, wo sie durch quadratische Funktionen angenähert werden kann. Die effektive Masse ist also proportional zur inversen Krümmung der Bandkante. Die interessante Physik des Halbleiters spielt sich ab:
- in einem Minimum des Leitungsbandes (Krümmung positiv = effektive Masse der Elektronen positiv) und
- in einem Maximum des Valenzbandes (Krümmung negativ = effektive Masse der Elektronen negativ).

Einem Loch ordnet man die negative effektive Elektronenmasse im Valenzband zu, die somit wieder positiv ist.
Bei Elektronenenergien weit weg von solchen Extrema kann die effektive Masse auch im Leitungsband negativ oder sogar unendlich werden (siehe Gunn-Effekt).
Diese auf den ersten Blick eigenartige Eigenschaft kann man sich im Wellenbild durch die Bragg-Reflexion im eindimensionalen Gitter erklären: Mit der Bragg-Bedingung
{\displaystyle 2\cdot d\cdot \sin \theta =n\cdot \lambda }
für die Reflexion an den Ionen„ebenen“ ({\displaystyle \theta =90^{\circ }} und {\displaystyle \lambda =2\pi /k}) folgt
{\displaystyle k={\frac {n\cdot \pi }{d}}}.
Interpretation
- Für kleine Beträge von {\displaystyle k} wird die Bedingung kaum erfüllt, die Elektronen bewegen sich entsprechend ihrer freien Masse me.
- Für größere Beträge von k wird zunehmend reflektiert, bis effektiv keine Beschleunigung durch ein elektrisches Feld möglich ist; jetzt ist {\displaystyle m^{*}=\infty }.
- Bei noch größeren k-Werten führt eine Beschleunigung durch ein externes Feld durch die Wirkung der internen Kräfte (Wechselwirkung mit Phononen im Teilchenbild) unter Umständen zu einer Beschleunigung entgegengesetzt zur erwarteten Richtung, die effektive Masse ist folglich negativ.

### Effektive Masse ohne Kristallfeld
Durch Modifikation der Energie-Impuls-Relation {\displaystyle \varepsilon (k)} der Atome in einem Bose-Einstein-Kondensat gelang es 2017, ihnen in einem gewissen Impulsbereich eine negative effektive Masse (gemäß der obigen Formel) zu geben. Die Autoren schreiben klar von „effektiver Masse“, Spekulationen über die Erzeugung von „negativer Masse“ als solcher (wie etwa in Spiegel Online) erscheinen derzeit unbegründet.

## Effektive Masse als Tensor
Die effektive Masse ist im Allgemeinen richtungsabhängig (bezüglich der Kristallachsen) und somit eine tensorielle Größe. Für diesen Tensor gilt:
{\displaystyle \left({\frac {1}{m^{*}}}\right)_{ij}={\frac {1}{\hbar ^{2}}}\cdot {\frac {\partial ^{2}\varepsilon }{\partial k_{i}\partial k_{j}}}}
Dies bedeutet insbesondere, dass die Beschleunigung {\displaystyle {\vec {a}}={\frac {1}{m^{*}}}q{\vec {E}}} der Elektronen in einem elektrischen Feld nicht parallel zum Feldvektor {\displaystyle {\vec {E}}} sein muss. Insbesondere wird es (analog zum Trägheitstensor) aufgrund der Symmetrie von m* ein Hauptachsensystem geben, in welchem (1/m*)ij Diagonalform annimmt, mit den zugehörigen Eigenwerten auf der Diagonalen. Liegt das elektrische Feld {\displaystyle {\vec {E}}} dann entlang einer dieser Hauptachsen (was sich durch Drehung des Kristalls im konstanten Feld erreichen lässt), so geht nur der zugehörige Eigenwert ein. Da nicht alle Eigenwerte gleich sein müssen, gibt es i. A. Hauptachsen mit großem und solche mit kleinem Eigenwert der effektiven Masse. Kleine Eigenwerte führen bei konstantem elektrischen Feld zu einer höheren Beschleunigung der Ladungsträger. Mit steigender Temperatur nehmen die effektiven Massen zu.
Bei der Berechnung der Zustandsdichte fließt die effektive Masse mit ein. Um die Form des isotropen Falls beibehalten zu können, definiert man einen Mittelwert als  Zustandsdichtemasse:
{\displaystyle m_{d}={\sqrt[{3}]{N^{2}\cdot m_{1}^{*}\cdot m_{2}^{*}\cdot m_{3}^{*}}}}
mit
- dem Entartungsfaktor N, der die Zahl der äquivalenten Minima angibt (meist 6 oder 8)
- den Eigenwerten {\displaystyle m_{i}^{*}} desTensors der effektiven Masse.

Die Leitfähigkeit bzw. Mobilität ist proportional zur reziproken effektiven Masse. In anisotropen Systemen lässt sich eine mittlere Mobilität angeben, in der man die Leitfähigkeitsmasse {\displaystyle m_{c}} verwendet:
{\displaystyle {\frac {1}{m_{c}}}={\frac {1}{3}}\cdot \left({\frac {1}{m_{1}^{*}}}+{\frac {1}{m_{2}^{*}}}+{\frac {1}{m_{3}^{*}}}\right)}

## Effektive Masse für Silizium

### Leitungsband
Für Elektronen im Leitungsband gilt bei einer Temperatur von {\displaystyle T=1{,}4\,\mathrm {K} } nahe dem absoluten Nullpunkt:
| Formelzeichen             | Effektive Masse                          |
| ------------------------- | ---------------------------------------- |
| {\displaystyle m_{1}^{*}} | {\displaystyle 0{,}19\,m_{\mathrm {e} }} |
| {\displaystyle m_{2}^{*}} | {\displaystyle 0{,}19\,m_{\mathrm {e} }} |
| {\displaystyle m_{3}^{*}} | {\displaystyle 0{,}91\,m_{\mathrm {e} }} |

Man nennt
- die zwei gleichen Massen {\displaystyle m_{1}^{*}=m_{2}^{*}}: transversale Masse {\displaystyle m_{\mathrm {t} }}
- die Masse {\displaystyle m_{3}^{*}}: longitudinale Masse {\displaystyle m_{\mathrm {l} }}.

Die Zustandsdichtemasse ({\displaystyle N=6}) ist:
- bei {\displaystyle T=4{,}2\,\mathrm {K} }: {\displaystyle m_{d}=1{,}06\,m_{\mathrm {e} }}
- bei {\displaystyle T=300\,\mathrm {K} }: {\displaystyle m_{d}=1{,}09\,m_{\mathrm {e} }}.[3]

Die Leitfähigkeitsmasse bei {\displaystyle T=1{,}4\,\mathrm {K} } ist {\displaystyle m_{c}=0{,}26\,m_{\mathrm {e} }}.

### Valenzband
Im Valenzband gibt es auf Grund von Spin-Bahn-Wechselwirkung ({\displaystyle l=1,s=1/2}) an der Bandkante zwei Subbänder:
- die schweren Löcher (heavy holes) mit {\displaystyle j=3/2} und {\displaystyle m_{j}=\pm 3/2} und
- die leichten Löcher (light holes) mit {\displaystyle j=3/2} und {\displaystyle m_{j}=\pm 1/2}.

Beide haben unterschiedliche effektive Massen, bei {\displaystyle T=4{,}2\,\mathrm {K} } ist:
- {\displaystyle m_{\mathrm {hh} }=0{,}54\,m_{\mathrm {e} }} und
- {\displaystyle m_{\mathrm {lh} }=0{,}15\,m_{\mathrm {e} }}.

Darüber hinaus gibt es noch ein weiteres Subband (split off band) mit {\displaystyle j=1/2}, das energetisch abgesenkt gegenüber der Valenzbandkante ist; bei {\displaystyle T=4{,}2\,\mathrm {K} } ist {\displaystyle m_{\mathrm {so} }=0{,}25\,m_{\mathrm {e} }}.
Die Zustandsdichtemasse des Valenzbands ist:
- bei {\displaystyle T=4{,}2\,\mathrm {K} }: {\displaystyle m_{d}=0{,}59\,m_{\mathrm {e} }}
- bei {\displaystyle T=300\,\mathrm {K} }: {\displaystyle m_{d}=0{,}81\,m_{\mathrm {e} }}.[4]